# Армяне в Эфиопии

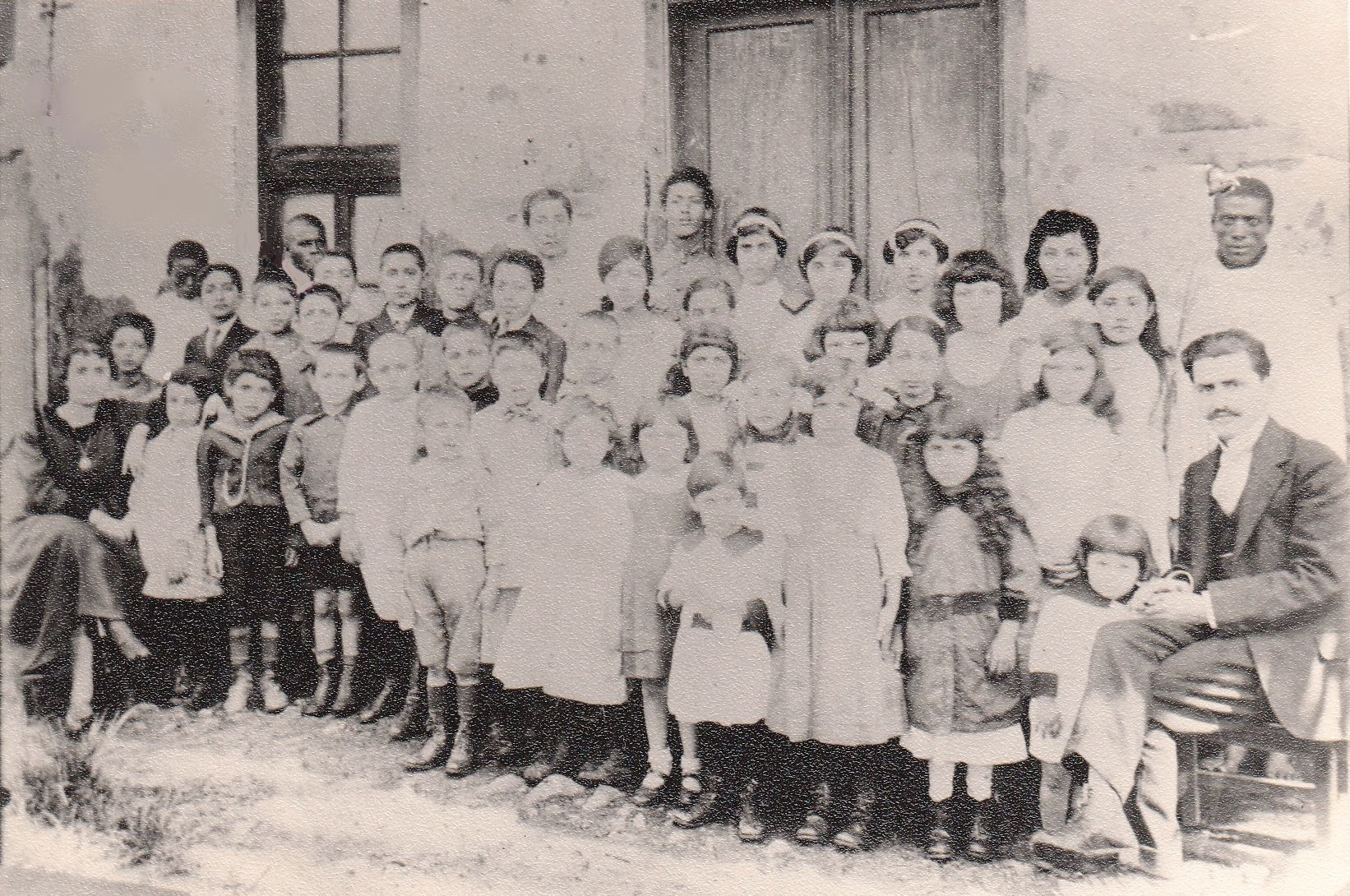
Армянская школа в 1918 году

Армяне в Эфиопии (арм. Հայերը Եթովպիայում) — небольшая община армян в Эфиопии, проживающих в основном в столице Эфиопии Аддис-Абебе. Армяне занимались торговлей с Эфиопией с I века нашей эры.

## Религиозные связи Армении и Эфиопии
Эфиопская православная церковь и Армянская апостольская церковь относятся к Древневосточным православным церквам. Эфиопская церковь издавна поддерживала тесную связь с армянской церковью. В XIV веке на древнеэфиопский язык геэз были переведены жития армянских святых. В 1867 году в Эфиопии открылась армянская религиозная миссия, после чего межцерковные связи особенно активизировались. Армяне Эфиопии проводили свои религиозные службы в эфиопских церквях. Лишь в 1923 году в Аддис-Абебе была построена армянская часовня, а в 1935 году на месте часовни была открыта армянская церковь Святого Георгия.

## История
Армяне поселились в Эфиопии в VII веке, когда после арабского завоевания Сирии, Палестины и Египта начались преследования местных христиан, и многие армяне оттуда и переселились в христианскую Эфиопию. Армяне также активно переселялись в Эфиопию в XV-XVI веках. В начале XVI века эфиопский император Либнэ Дынгыль отправил армянина Матевоса послом к португальскому королю Мануэлу I, это был первый эфиопский дипломат в Европе. В XVI-XVIII веках европейские путешественники и миссионеры встречали в Эфиопии множество армян, которые активно участвовали в политической жизни страны.
В окружении императора Менелика II было много армян. Они занимали во дворце должности управляющих финансами, главных архитекторов, советников по здравоохранению, личных лекарей императора. Менелик II в 1890 году послал Саркиса Терзяна во Францию для закупки огнестрельного оружия для эфиопской армии. После этого он получил особый статус при императоре.
В 1924 году будущий император Эфиопии Хайле Селассие I посетил Иерусалим и, присутствуя на церковном празднестве в Армянском патриархате, с восхищением слушал выступления духового оркестра армянских сирот под управлением Геворга Налбандяна. Они произвели на него столь сильное впечатление, что он просил армянского патриарха подарить этот оркестр ему. 40 молодых музыкантов прибыли в Эфиопию, где под руководством Налбандяна они организовали императорский оркестр. Георгий Набалдян написал музыку гимна Эфиопии.
Армяне в Эфиопии занимались полиграфией, ювелирным делом, выделкой кожи. Мартирос Таракчян и Геворг Свачян имели крупные обувные фабрики, Элиас и Джордж Черахяны были владельцами самых крупных эфиопских типографий, Эди и Грайр Бесниляны владели крупными мукомольнями и макаронными фабриками. В 1960-е годы армянская община Эфиопии насчитывала 1200 человек.
Но в 1974 году пришедшие к власти в Эфиопии революционеры национализировали всю крупную собственность, в том числе и имущество армян. После этого большинство их покинуло страну, эмигрировав в США, Канаду и Австралию. В Эфиопии осталось не более 500 армян, а к настоящему времени их осталось примерно 100.